# Sylvia Rivera
Sylvia Lee Rivera (New York, 2 luglio 1951 – New York, 19 febbraio 2002) è stata un'attivista statunitense.
Transgender, è divenuta un'icona del movimento LGBT in seguito ai moti di Stonewall del 1969.

## Biografia
Nata a New York in un taxi di fronte al Lincoln Hospital e di origini portoricane e venezuelane, Rey Rivera viene abbandonata dal padre José quando era ancora neonata e diventa presto orfana dopo il suicidio della madre a tre anni dalla sua nascita. Da allora cresce con la nonna venezuelana che presto si accorge dei suoi modi femminili, e li disapprova, così dal 1961 all'età di 11 anni inizia a vivere in strada e viene obbligata alla prostituzione minorile, entrando in contatto con la comunità di Drag queen della sua città che le mette  il nome di "Sylvia".
Diviene nota dopo che, nella notte fra il 27 ed il 28 giugno 1969, allo "Stonewall Inn", un locale gay di New York, partecipò alla rivolta contro la polizia ricordata ancora oggi in tutto il mondo con la marcia del Gay pride come l'inizio del Movimento di liberazione LGBT. In particolare, nonostante ancora oggi i racconti dell'episodio risultino contraddittori, Rivera viene ricordata per essere stata la prima ad aver lanciato una bottiglia contro i poliziotti che avevano già fatto numerose volte irruzione nel locale di Christopher street. 
Nel febbraio 1970 si unisce alla Gay Activists Alliance. Nello stesso anno, memore delle sue esperienze passate, fonda, insieme a Marsha P. Johnson, lo STAR (Street Transvestite Action Revolutionaries), un gruppo dedicato ad assistere ed aiutare le persone Trans di strada senzatetto, che aveva visto morire giovani per una coltellata o un'overdose, ma la mancanza di fondi e altri problemi portano alla sospensione del progetto. Fra la fine degli anni settanta e l'inizio degli anni novanta si trasferisce a Tarrytown, dove organizza degli spettacoli drag nei locali della zona. Pur rimanendo in contatto col movimento gay, da questo momento si limita a partecipare ai Gay Pride annuali.
Successivamente l'uso di sostanze stupefacenti determinano un tracollo nella sua vita ed il suo ritorno a New York, come senzatetto. Nel 1994, sempre più delusa dall'emarginazione delle persone trans da parte della comunità gay, decide, durante il venticinquesimo anniversario della rivolta di Stonewall, di mettersi alla testa della cosiddetta marcia "illegale", un gruppo di manifestanti respinti dagli organizzatori del Gay Pride (i gay non volevano marciare insieme all'associazione degli "amanti dei ragazzi" ovvero il NAMBLA, North American Man Boy Love Association). Il 24 maggio 1995 tenta il suicidio, guadando il fiume Hudson. Sylvia Rivera è stata spinta al suicidio più volte, in seguito alle discriminazioni e alle forti delusioni, in particolare quelle dovute al movimento gay, che ha più volte preso le distanze da transessuali, travestiti e drag queen, che rappresentano talvolta nella comunità LGBT una sorta di minoranza nella minoranza.
Nel 1997 si unì alla Transy House Collective. Nel 1999 venne invitata in Italia dal M.I.T. e partecipò al World Pride 2000 a Roma. Nel 2000, insieme ad altri attivisti, riattivò lo STAR. È morta a 50 anni, il 19 febbraio 2002, al St. Vincent's Manhattan Hospital di New York, per un tumore al fegato. Nel 2005, durante il Transgender Day of Remembrance, New York le ha dedicato una strada. Dal 2013 le è intitolato il comitato territoriale dell'Arcigay di Chieti.